# Загорська Вес
Загорська Вес (словац. Záhorská Ves) — село в Словаччині в окрузі Малацки Братиславського краю. Розташоване в західній частині Словаччини, на кордоні з Австрією.
Біля села знаходиться крайній західній пункт Словаччини — 48°23′ північної широти, 16°50′ східної довготи.
Вперше згадується у 1557 році.

## Населення
| Рік:            | 1993 | 2003    | 2013     | 2023    |
| --------------- | ---- | ------- | -------- | ------- |
| Кількість осіб: | 1446 | 1587    | 1815     | 1854    |
| Різниця:        |      | +9,75 % | +14,36 % | +2,14 % |

| Рік:            | 2022 | 2023    |
| --------------- | ---- | ------- |
| Кількість осіб: | 1859 | 1854    |
| Різниця:        |      | -0,26 % |

В селі проживає 1679 осіб.
Національний склад населення (за даними останнього перепису населення — 2001 року):
- словаки — 94,94%
- цигани — 2,50%
- чехи — 1,31%
- угорці — 0,33%

Склад населення за приналежністю до релігії станом на 2001 рік:
- римо-католики — 75,81%,
- протестанти — 1,18%,
- греко-католики — 0,07%,
- не вважають себе віруючими або не належать до жодної вищезгаданої церкви: 21,3%